# Milkshake Man (canção de Go-Jo)
"Milkshake Man" é uma canção do cantor e compositor australiano Go-Jo, a música foi escrita por ele em colaboração com Amy Sheppard, George Sheppard e Jason Bovino. Foi lançada a 25 de fevereiro de 2025 e representou a Austrália no Festival Eurovisão da Canção de 2025 mas não foi apurada para a final.

## Composição
A canção Milkshake Man foi escrita por Go-Jo em colaboração com Amy Sheppard, George Sheppard e Jason Bovino, todos membros atuais ou antigos da banda Sheppard, que competiu na primeira edição do Eurovision – Australia Decides em 2019 com a canção «On My Way». A canção, caracterizada por sons de synth pop, tem como objetivo ser um «impulso motivacional» para o ouvinte, incentivando-o a descobrir «a versão mais colorida de si mesmo e a sentir-se confiante». Além da sua mensagem positiva, a letra joga com subtis duplos sentidos, sugerindo nuances mais ousadas e provocadoras por detrás da fachada brincalhona e descontraída. A música contém algumas letras em francês, que Go-Jo disse terem sido incluídas devido à sua origem francesa. "Milkshake Man" sampleia Greensleeves, que é uma melodia comumente usada por carrinhas de gelados em vários países.

## Festival Eurovisão da Canção

### Seleção interna
A 25 de fevereiro de 2025, a estação pública SBS anunciou que tinha selecionado internamente Go-Jo com a canção "Milkshake Man" para representar a Austrália no Festival Eurovisão da Canção 2025 em Basileia. O single foi disponibilizado digitalmente a partir do mesmo dia.